# Boston Marathon 1979
De Boston Marathon 1979 werd gelopen op maandag 16 april 1979. Het was de 83e editie van deze marathon.
De Amerikaan Bill Rodgers zegevierde voor de derde maal bij de mannen. Hij won eerder in 1975 en 1978. Ditmaal deed hij 2:09.28 over de afstand. Zijn landgenote Joan Samuelson won bij de vrouwen in 2:35.16.
In totaal finishten er 5958 marathonlopers, waarvan 5662 mannen en 296 vrouwen.

## Uitslagen

### Mannen
| rang   | naam            | land | tijd    |
| ------ | --------------- | ---- | ------- |
| Goud   | Bill Rodgers    | USA  | 2:09.28 |
| Zilver | Toshihiko Seko  | JPN  | 2:10.13 |
| Brons  | Robert Hodge    | USA  | 2:12.31 |
| 4      | Tom Fleming     | USA  | 2:12.57 |
| 5      | Garry Bjorklund | USA  | 2:13.15 |
| 6      | Kevin Ryan      | NZL  | 2:13.58 |
| 7      | Robert Doyle    | USA  | 2:14.05 |
| 8      | Randy Thomas    | USA  | 2:14.13 |
| 9      | Herm Atkins     | USA  | 2:14.28 |
| 10     | Richard Mahoney | USA  | 2:14.37 |

### Vrouwen
| rang   | naam               | land | tijd    |
| ------ | ------------------ | ---- | ------- |
| Goud   | Joan Samuelson     | USA  | 2:35.16 |
| Zilver | Patti Catalano     | USA  | 2:38.23 |
| Brons  | Sue Krenn          | USA  | 2:38.51 |
| 4      | Elizabeth Richards | AUS  | 2:39.49 |
| 5      | Sue Petersen       | USA  | 2:43.03 |
| 6      | Kim Merritt        | USA  | 2:44.29 |
| 7      | Cindy Dalrymple    | USA  | 2:45.31 |
| 8      | Karen Cosgrove     | USA  | 2:45.46 |
| 9      | Gayle Olinekova    | CAN  | 2:47.37 |
| 10     | Lauri McBride      | USA  | 2:47.37 |

1897 ·
1898 ·
1899 ·
1900 ·
1901 ·
1902 ·
1903 ·
1904 ·
1905 ·
1906 ·
1907 ·
1908 ·
1909 ·
1910 ·
1911 ·
1912 ·
1913 ·
1914 ·
1915 ·
1916 ·
1917 ·
1918 ·
1919 ·
1920 ·
1921 ·
1922 ·
1923 ·
1924 ·
1925 ·
1926 ·
1927 ·
1928 ·
1929 ·
1930 ·
1931 ·
1932 ·
1933 ·
1934 ·
1935 ·
1936 ·
1937 ·
1938 ·
1939 ·
1940 ·
1941 ·
1942 ·
1943 ·
1944 ·
1945 ·
1946 ·
1947 ·
1948 ·
1949 ·
1950 ·
1951 ·
1952 ·
1953 ·
1954 ·
1955 ·
1956 ·
1957 ·
1958 ·
1959 ·
1960 ·
1961 ·
1962 ·
1963 ·
1964 ·
1965 ·
1966 ·
1967 ·
1968 ·
1969 ·
1970 ·
1971 ·
1972 ·
1973 ·
1974 ·
1975 ·
1976 ·
1977 ·
1978 ·
1979 ·
1980 ·
1981 ·
1982 ·
1983 ·
1984 ·
1985 ·
1986 ·
1987 ·
1988 ·
1989 ·
1990 ·
1991 ·
1992 ·
1993 ·
1994 ·
1995 ·
1996 ·
1997 ·
1998 ·
1999 ·
2000 ·
2001 ·
2002 ·
2003 ·
2004 ·
2005 ·
2006 ·
2007 ·
2008 ·
2009 ·
2010 ·
2011 ·
2012 ·
2013 ·
2014 ·
2015 ·
2016 ·
2017 ·
2018 ·
2019 ·
2020 ·
2021 ·
2022